# Al-Mansur Abd al-Aziz
Al-Mansur Abd al-Aziz ibn Barquq (arabisch المنصور عبد العزيز بن برقوق, DMG al-Manṣūr ʿAbd al-ʿAzīz b. Barqūq) war Sultan der Mamluken in Ägypten im Jahr 1405.
Als Sultan Faradsch im Kampf gegen die Mongolen Timur Lenks versagte und damit seine Glaubwürdigkeit als Verteidiger des Reichs einbüßte, wurden Verschwörungen gegen ihn angezettelt, und unter den Mamluken brachen bewaffnete Unruhen aus. Am 20. September 1405 verschwand Sultan Faradsch plötzlich, und niemand wusste, wo er sich aufhielt. Daher setzten die Emire am nächsten Tag seinen noch nicht erwachsenen Bruder Abd al-Aziz auf den Thron. Aber schon am 28. November, also nur zwei Monate später, tauchte Faradsch, der sich in Kairo versteckt gehalten hatte, wieder auf und wurde von Emir Yaschbak, einem der mächtigsten Männer des Reichs, erneut an die Macht gebracht.